# Masterplan
Masterplan – niemiecki zespół muzyczny wykonujący melodyjny power metal. Powstał w 2001 roku w Hamburgu

## Historia
Zespół powstał w 2001 roku w Hamburgu z inicjatywy gitarzysty Rolanda Grapowa i perkusisty Uli Kuscha po tym jak jesienią 2001 muzycy postanowili opuścić zespół Helloween i stworzyć własną formację. Dołączyli do nich basista Jan S. Eckert (były członek zespołu Iron Savior), instrumentalista klawiszowiec Axel Mackenrott, a także wokalista Jørn Lande. Lande po nagraniu dwóch albumów opuścił zespół w maju 2006 roku. Powodem takiej decyzji były odmienne wizje muzycznego kierunku przy nagrywaniu kolejnego albumu. W październiku 2006 roku zespół opuścił także założyciel Uli Kusch. Nowymi członkami zostali wokalista Mike DiMeo i perkusista Mike Terrana. W lutym 2007 roku Masterplan nagrał i wydał trzeci studyjny album. Niebawem wokalista Mike DiMeo postanowił zrezygnować ze współpracy z grupą. Muzyk podzielił się wieścią o rozstaniu z zespołem na własnej stronie. Miejsce wokalisty w lipcu 2009 roku ponownie zajął Jørn Lande. Prawdopodobną przyczyną odejścia Jørna z Masterplan był właśnie Uli, gdyż muzycy nie potrafili ustalić wspólnej koncepcji dalszej kariery zespołu.

## Dyskografia
| 2003                           | Masterplan - Data: 20 stycznia 2003 - Wydawca: AFM Records   | 42 | —  | 114 | —  |
| 2005                           | Aeronautics - Data: 24 stycznia 2005 - Wydawca: AFM Records  | 39 | 14 | —   | —  |
| 2007                           | MK II - Data: 23 lutego 2007 - Wydawca: AFM Records          | 41 | 32 | —   | 89 |
| 2010                           | Time To Be King - Data: 21 maja 2010 - Wydawca: AFM Records  | 31 | 15 | —   | 45 |
| 2013                           | Novum Initium - Data: 14 czerwca 2013 - Wydawca: AFM Records | 55 | 23 | —   | 67 |
| "—" pozycja nie była notowana. |                                                              |    |    |     |    |

| Rok  | Tytuł                                                                  |
| ---- | ---------------------------------------------------------------------- |
| 2002 | Enlighten Me (SP) - Data: 18 listopada 2002 - Wydawca: AFM Records     |
| 2004 | Back for My Life (EP) - Data: 29 listopada 2004 - Wydawca: AFM Records |
| 2007 | Lost and Gone (EP) - Data: 26 stycznia 2007 - Wydawca: AFM Records     |